# Conte di Jersey
Conte dell'isola di Jersey o Conte di Jersey è un titolo nobiliare ereditario nel Pari d'Inghilterra. Venne creato nel 1697 per Edward Villiers, visconte Villiers. Egli era stato creato, nel 1691, barone Villiers e visconte Villiers.
Gli succedette suo figlio, il secondo conte. Egli rappresentò il Kent nella Camera dei Comuni (1705-1708). Gli succedette suo figlio, il terzo conte. Nel 1766 succedette a suo cugino, John Villiers, I conte di Grandison, come VI visconte di Grandison. Gli succedette suo figlio, il quarto conte.
Egli fu un politico e servì come Vice Ciambellano, Master of the Buckhounds e come capitano del Honourable Corps of Gentlemen at Arms. Gli succedette suo figlio, il quinto conte, un politico tory.
Suo figlio, il sesto conte, fu un politico conservatore. Gli succedette suo figlio, il settimo conte che servì nel secondo mandato di Lord Salisbury (1889-1890) e come governatore del New South Wales (1890-1893).
Alla sua morte gli succedette suo figlio, l'ottavo conte, che servì sotto David Lloyd George come Lord-in-Waiting. Gli succedette suo figlio, il nono conte, che fu maggiore della Royal Artillery. Dal 2010 il titolo è detenuto dal nipote, il decimo conte.

## Conti di Jersey (1697)
- Edward Villiers, I conte di Jersey (1656–1711)
- William Villiers, II conte di Jersey (1682-1721)
- William Villiers, III conte di Jersey (?-1769)
- George Villiers, IV conte di Jersey (1735–1805)
- George Villiers, V conte di Jersey (1773–1859)
- George Villiers, VI conte di Jersey (1808–1859)
- Victor Villiers, VII conte di Jersey (1845–1915)
- George Villiers, VIII conte di Jersey (1873–1923)
- George Child-Villiers, IX conte di Jersey (1910–1998)
- William Child-Villiers, X conte di Jersey (1976)

L'erede è il figlio dell'attuale conte, George William Child-Villiers (1994).